# Evangelische Kirche (Sopron)

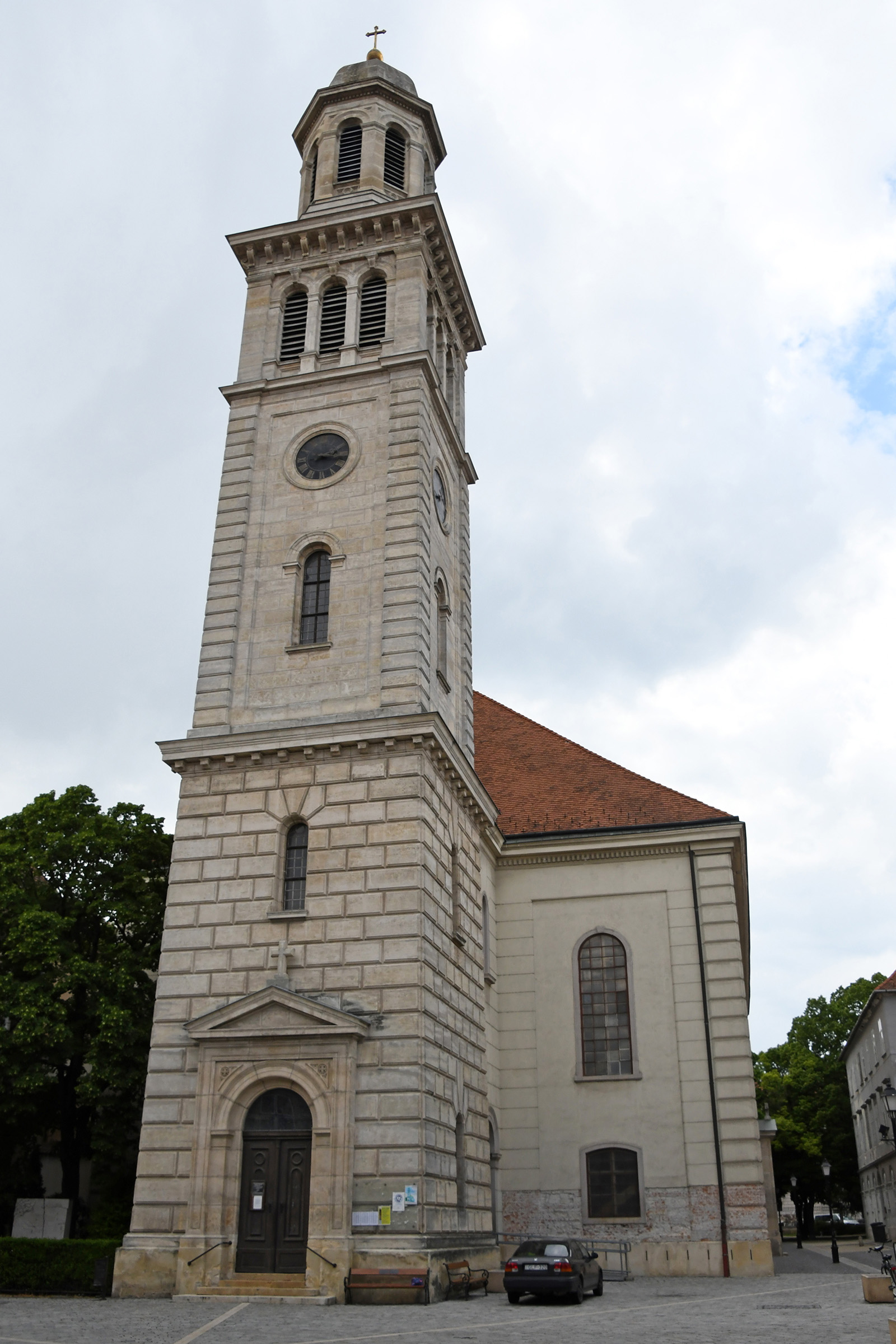
Evangelische Kirche Sopron

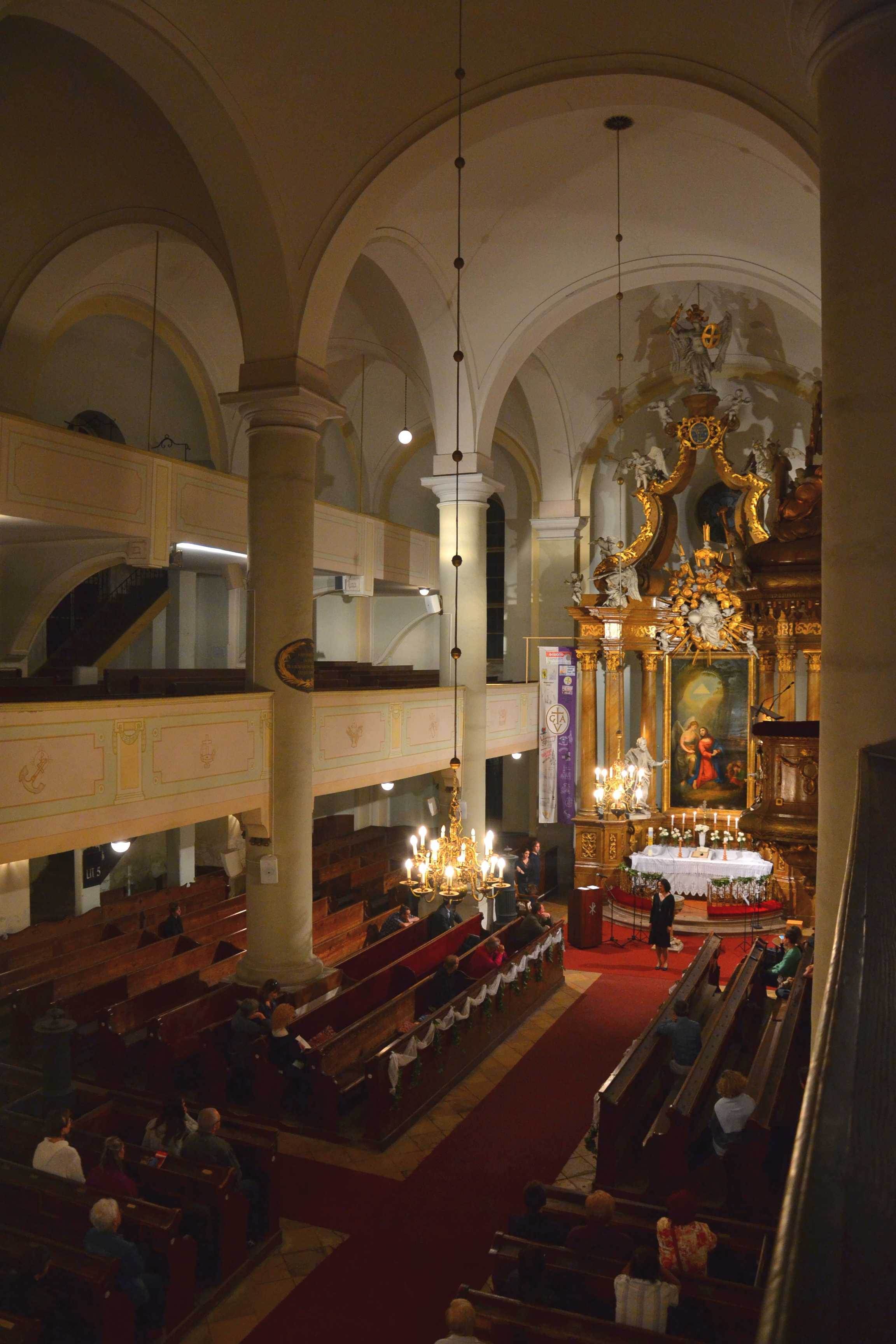
Innenansicht mit den Emporen in den Seitenschiffen und dem Kahlenberger Altar

Die Evangelische Kirche liegt im Zentrum der Innenstadt von Sopron (Ödenburg), Kirchengasse 10. Sie ist die drittgrößte evangelische Kirche Ungarns. Die Gemeinde gehört zur Evangelisch-Lutherischen Kirche in Ungarn.

## Geschichte
In Ödenburg/Sopron wurde 1565 die erste evangelische Gemeinde Ungarns gegründet. Ihre Kirche trug den Namen des Erzengels Michael. Sie wurde beim großen Stadtbrand 1676 zerstört. Danach fanden die Gottesdienste zunächst im Stadtpalais der Fürstin Anna Maria zu Eggenberg und in einer Holzkirche statt, bevor 1724 eine steinerne Kirche fertiggestellt wurde.

## Bau und Ausstattung
Die heute bestehende Kirche wurde in den Jahren 1782/83 in spätbarock-klassizistischen Formen erbaut. 80 Jahre später wurde im Rundbogenstil der 52 Meter hohe Turm mit achteckiger Laterne angefügt. Aus dem Kloster Kahlenberg bei Wien stammt der barocke vergoldete Holzschnitzaltar mit reichem Figurenwerk (Gottvater, Erzengel Michael, Apostel, Putten). Das Altarbild zeigt Christus am Ölberg. 1884 wurde die Orgel eingebaut.
Der Kirchenraum ist durch acht Säulen in drei Schiffe geteilt. In die Seitenschiffe sind jeweils zwei Emporen eingebaut. Das rechteckige Gebäude hat eine Länge von 36 Metern und eine Breite von 24 Metern. Die Kirche verfügt über 2500 Plätze.